# Louise Glück
Louise Elisabeth Glück (født 22. april 1943, død 13. oktober 2023) var en amerikansk digter og essayist. Hun blev i 2020 tildelt Nobelprisen i litteratur "for sin umiskendelige poetiske stemme, som med stram skønhed gør den individuelle eksistens universel".
Glück voksede op i Long Island i New York City og læste på Sarah Lawrence College og Columbia University, men afsluttede ikke nogen uddannelse, blandt andet som følge af, at hun i en periode led af anoreksi. Hun var i sin skoletid især interesseret i poesi og begyndte selv at skrive digte. Hun fik i 1968 udgivet digtsamlingen Firstborn, som fik en pæn modtagelse. Herefter fik hun en skriveblokering, så hendes næste værk først kom i 1975, efter at hun var begyndt at undervise i poesi. Med denne digtsamling, The House on Marshland, fik hun sit egentlige gennembrud. 
Siden udgav hun en række digtsamlinger og skrev essays. Hun underviste på flere uddannelsesinstitutioner og var adjunkt på Yale University. Hun var gift to gange og fik en søn.
På dansk er udkommet Averno (2021, opr. 2006), der af mange betragtes som hendes væsentligste digtsamling. Siden er udkommet Vild iris og Vinteropskrifter fra fællesskabet.
Louise Glück modtog en række litteraturpriser, herunder Aiken Taylor-prisen for Moderne Amerikansk Poesi (2010) og Tranströmer-prisen (2020) samt Nobelprisen i litteratur 2020. 